# 集集林尾陳宅永福堂
集集林尾陳宅永福堂，位於台灣南投縣集集鎮林尾里的一座宅第，起建於1840年，是集集鎮歷史最悠久的建築物，於2004年被列為南投縣歷史建築。

## 簡介
永福堂古稱「草嶺腳」，該宅源自於居住於當地的陳姓家族，陳家三大房祖先由福建漳州海澄，渡海來台開墾，大房定居於竹山，二房在社寮，三房則在集集開墾。1768年（清乾隆三十二年），陳家二房（陳家第十二世）陳講三於永福堂現址定居開墾，該宅由其派下族人陳朝聘以及其子陳仲璉於1840年（清道光二十年）所起建，為閩式合院建築。因為陳家以從事稻米跟糖的買賣至大陸起家，宅第建材皆使用大陸雲南購入的肖楠木，結構以肖楠木榫接而建成，即便經歷921大地震的洗禮，宅第依舊完好。建屋距今已超過180年，為集集鎮歷史最悠久的建築物。:79
古宅曾於1919年翻修屋頂（原為「西施脊」），並將部份屋身改為磚砌，「紅眠床」改為和式臥鋪。1988年屋頂則改為鐵皮波浪瓦。宅第正身為木構造，金形瓜筒、步口通、吊筒、員光上，壁堵上皆有精美彩繪，室內除木構造外，壁堵亦有精美彩繪，宅後院則有百年果樹林，由各樹樹齡可見在地先民開墾的軌跡。該宅第現由陳氏家第十七世後人陳嵩山先生管理，主要用於家族祭祀使用，陳家子孫則居住於老宅旁邊，並經營友善農場。:79
2004年12月21日，南投縣政府將集集林尾陳宅永福堂，登錄為南投縣歷史建築。

## 外部連結
- 故鄉林尾 （页面存档备份，存于）
- 南投縣集集鎮永福堂 （页面存档备份，存于）
- 文化資源地理資訊系統 集集林尾陳宅永福堂 （页面存档备份，存于）
- 南投縣政府公告[]